# پولادکوه
پولادکوه، روستایی است از توابع بخش مرزن‌آباد شهرستان چالوس در استان مازندران ایران.

## جمعیت
این روستا در دهستان کوهستان (چالوس) قرار دارد و براساس سرشماری مرکز آمار ایران در سال ۱۳۸۵، جمعیت آن ۱۳ نفر (۵خانوار) بوده‌است. مردم پولادکوه از قومیت طبری هستند. مردم پولادکوه به زبان طبری با گویش چالوسی سخن می‌گویند.